# Premiul Israel
Premiul Israel (în ebraică פרס ישראל, transliterat: Pras Israél) este cel mai prestigios premiu oficial al statului Israel, fiind decernat anual personalităților sau organizațiilor israeliene care au adus contribuții semnificative din punct de vedere artistic, cultural sau științific.

## Istoric
Premiul Israel este acordat anual, de Ziua Independenței Israelului, în cadrul unei ceremonii de stat organizate la Ierusalim, în prezența președintelui, a prim-ministrului, a președintelui Knessetului (parlamentul Israelului) și a președintelui Curții Supreme. A fost instituit în anul 1953 la inițiativa ministrului educației Ben-Zion Dinur⁠(d), care a obținut el însuși acest premiu în 1958 și 1973.

## Acordarea premiului
Premiul Israel se acordă în următoarele patru domenii (primele trei dintre ele au subdomenii precise care se modifică de la an la an într-un ciclu de 4 până la 7 ani, în timp ce ultimul are subdomenii care nu se modifică):
- științe umaniste, științe sociale și studii evreiești
- științe exacte și științele vieții
- cultură, arte, comunicare și sport
- realizări în întreaga viață și contribuții excepționale aduse societății și statului (începând din 1972)

Beneficiarii premiului sunt cetățeni israelieni sau organizații israeliene care au demonstrat excelență în domeniul (domeniile) lor de activitate sau au contribuit semnificativ la cultura israeliană. Comisiile de jurizare selectează un grup de candidați și transmit recomandările lor ministrului educației. Câștigătorii premiilor sunt aleși dintre candidații selectați de către comitete ad-hoc, numite anual de ministrul educației pentru fiecare categorie. Hotărârile comitetului trebuie să fie unanime. Valoarea în bani a premiului era, în 2008, de 75.000 de șekeli noi.

## Laureați
Acest premiu a fost acordat în decursul timpului unor personalități israeliene proeminente precum Șmuel Iosef Agnon (1954 și 1958), Martin Buber (1958), Gershom Scholem (1958), Leah Goldberg (1970, post-mortem), Golda Meir (1975), David Benvenisti⁠(d) (1982), Yehuda Amihay (1982), Aharon Appelfeld (1983), Naomi Shemer (1983), Teddy Kollek (1988), Robert Aumann (1994), A.B. Yehoshua (1995), Amos Oz (1998), Moshe Idel (1999), Abba Eban (2001) și Ephraim Kishon (2002) și unor organizații cunoscute precum Orchestra Filarmonică a Israelului (1958), Yad Vashem (1973 și 2003), Fondul Național Evreiesc (2002) și Agenția Evreiască (2008). Deși premiul este acordat, în general, doar cetățenilor israelieni, el poate fi acordat în cazuri excepționale non-israelienilor care au avut timp de mai mulți ani rezidența israeliană. Unul dintre non-israelienii care a obținut Premiul Israel este dirijorul indian Zubin Mehta (1991), care este originar din India și a fost consilier muzical și mai târziu director muzical al Orchestrei Filarmonicii a Israelului timp de 50 de ani, până la pensionarea sa în 2019.

## Controverse
Decizia de a acorda premiul unor anumite persoane a provocat uneori la dezbateri politice aprinse. În 1993, opoziția prim-ministrului de atunci Yitzhak Rabin față de nominalizarea chimistului Yeshayahu Leibowitz⁠(d) (care-și manifestase opoziția față de acțiunile Armatei Israeliene în teritoriile palestiniene) l-a determinat pe Leibowitz să refuze premiul. În 2004, ministrul educației și culturii, Limor Livnat⁠(d), a respins decizia comitetului de premiere a sculptorului Yigal Tumarkin⁠(d). Decizia comitetului a fost contestată din diferite motive la Curtea Supremă a Israelului în cazul publicistului Shmuel Shnitzer, politicienei Shulamit Aloni, profesorului Zeev Sternhell și președintelui clubului de baschet Maccabi Tel Aviv Shimon Mizrahi⁠(d).
În februarie 2015, prim-ministrul Beniamin Netanyahu s-a opus numirii a doi membri ai comisiei de selecție a candidaților la Premiul Israel pentru literatură, determinându-i pe ceilalți trei membri, printre care profesorul Ziva Ben-Porat⁠(d), să demisioneze în semn de protest. Netanyahu a explicat că „prea des, părea că membrii extremiști ai comisiei acordau premii prietenilor lor”. Unul dintre candidații la premiu, profesorul Yigal Schwartz de la Universitatea Ben-Gurion din Negev, și-a retras nominalizarea și a cerut altor candidați să facă același lucru. În următoarele zile, membrii comisiilor de selecție a candidaților la premiul pentru cercetare literară și la premiul pentru film și-au dat demisia, rămânând doar doi membri din cei 13 inițiali, iar mulți alți candidați și-au retras nominalizările. Scriitorul David Grossman și-a retras candidatura la premiul pentru literatură, afirmând că „acțiunea lui Netanyahu este un truc cinic și distructiv care încalcă libertatea de spirit, gândire și creativitate a Israelului și refuz să fiu de acord cu ea”.
În august 2021 Curtea Supremă a Israelului a anulat în unanimitate decizia din luna iunie a fostului ministru al educației Yoav Gallant de a respinge acordarea Premiului Israel pentru matematică și informatică profesorului Oded Goldreich⁠(d) din cauza opiniilor acestuia cu privire la teritoriile ocupate. Procurorul general Avichai Mendelblit⁠(d) a refuzat să apere în instanță decizia lui Gallant de respingere a acordării premiului, afirmând că această decizie „s-a îndepărtat de nivelul rezonabil și nu a fost legală”. Opinia majoritară a curții a fost că Yifat Shasha-Biton⁠(d), succesoarea lui Gallant în funcția de ministru al educației, ar trebui să decidă dacă acordă premiul lui Goldreich, în timp ce o opinie minoritară a cerut ca Goldreich să primească premiul fără efectuarea unei analize suplimentare. În noiembrie 2021 ministrul Shasha-Biton a anunțat că va bloca acordarea premiului către Goldreich. Comitetul de redacție al ziarului Jerusalem Post a scris într-un editorial că apelul lui Goldreich „pentru boicotarea colegilor profesionali ... este o linie roșie care nu trebuie încălcată”. Un editorial publicat în Haaretz a susținut că decizia ministrului Shasha-Biton a scos în evidență că „cel mai prestigios premiu acordat de Israel nu va fi semnul excelenței științifice, ci a loialității față de guvern”.

## În cultura populară
- În filmul He'arat Shulayim (2011), doi cercetători, tată și fiu, concurează pentru obținerea Premiului Israel, făcând ca relația lor, deja complexă, să devină încordată.

## Locul de desfășurare
- Centrul Internațional de Congrese din Ierusalim
- Teatrul din Ierusalim

## Prezentatorii evenimentului
| An   | Prezentator(i)              |
| ---- | --------------------------- |
| 2016 | Tamar Ish-Shalom⁠(d)         |
| 2017 | Sara Beck                   |
| 2018 | Hila Korach                 |
| 2019 | Sharon Kidon                |
| 2020 | Sharon Kidon, Corrin Gideon |
| 2022 | Nir Raskin, Eliana Tidhar   |